# Upacicalcet
Upacicalcet ist ein Arzneistoff zur Behandlung des sekundären Hyperparathyreoidismus (SHPT) – einer Erkrankung der Nebenschilddrüse  – bei Dialysepatienten. Er wurde in Japan im Juni 2021 als Upasita (Sanwa Kagaku Kenkyusho) zugelassen. Das Mittel wird intravenös gegeben. Eingesetzt wird der Wirkstoff in Form seines Natriumsalzes.

## Wirkungsmechanismus
Upacicalcet ist eine niedermolekulare Verbindung aus der Gruppe der Calcimimetika, einer Gruppe von Stoffen, die am calciumsensitiven Rezeptor der Nebenschilddrüsenzelle angreifen und somit direkt die Parathormonausscheidung hemmen. Parathormon reguliert die Calciumkonzentration im Blutplasma zur Wahrung der Calciumhomöostase in den Körpergeweben („Calciumhaushalt“).

## Studien
Wirksamkeit und Sicherheit wurden in einer multizentrischen, randomisierten, doppelblinden, placebokontrollierten Phase-3-Studie an 154 SHPT-Patienten untersucht. Upacicalcet oder Placebo wurde dreimal wöchentlich je zum Ende der Hämodialyse verabreicht. Die Dosen wurden anschließend während der 24-wöchigen Behandlung alle drei Wochen angepasst, um den Serumspiegel von intaktem Parathormon (iPTH) im von der japanischen Leitlinie empfohlenen Konzentrationsbereich zu halten. Der primäre Endpunkt war der Prozentsatz der Patienten, die in den Wochen 22 bis 24 einen mittleren iPTH-Spiegel von 60–240 pg/ml erreichten.
Der primäre Endpunkt für Upacicalcet war signifikant höher als für Placebo (67,0 % vs. 8,0 %). Upacicalcet reduzierte signifikant die iPTH- und cCa-Werte (corrected calcium levels) im Vergleich zu Placebo. Bezüglich des Serumphosphats wurde kein statistisch signifikanter Unterschied zwischen den Gruppen beobachtet, er nahm jedoch in der Upacicalcet-Gruppe tendenziell ab. Hypocalcämie trat in keiner der beiden Gruppen auf.

## Handelsnamen
Upasita (J)